# Pablo de Alzola y Minondo
Pablo de Alzola y Minondo (San Sebastián, 27 de junio de 1841-Bilbao, 25 de octubre de 1912) fue un ingeniero, polígrafo, matemático y calculista, sociólogo, economista y financiero, historiador, arqueólogo, epigrafista y numismático español.

## Biografía

### Origen familiar y estudios
Segundo hijo del matrimonio formado por Ignacio Alzola Elgarresta, comerciante de Zumárraga, villa de la que fue alcalde, con intereses en fábricas textiles de Vergara, y por María Ignacia Minondo Lecea, de Goizueta (Navarra), casados en Irún en 1837. Pablo tuvo un hermano mayor, Benito, nacido en San Sebastián, ingeniero naval, y otros tres hermanos más, María Natividad, María Marcelina y Domingo, quien siguió la carrera de las armas. Estudió, como su hermano Benito, en el Real Seminario de Vergara, entre 1850 y 1852. A los dieciséis años ingresó en la Escuela de Ingenieros de Caminos, Canales y Puertos de Madrid. En 1861 fue nombrado ingeniero aspirante, integrando una comisión de estudio de las obras de la Real Compañía de Canalización del Ebro. Dos años más tarde se graduó con buenas calificaciones a los 22 años, obteniendo el sexto puesto de 21 compañeros de promoción, entre los que estaba Evaristo Churruca.

### Primeros trabajos como ingeniero
Su primer trabajo como ingeniero fue en Málaga, donde realizó prácticas en la carretera de construcción de Cádiz a Málaga, de la que proyectó el tramo de Málaga a Fuengirola, incluido su primer puente sobre el río Guadalhorce, inaugurado el 4 de abril de 1869. Ese año, ya siendo ingeniero primero fue destinado a la jefatura de las provincias vascongadas, tomando posesión el 24 de mayo. Fue jefe de inspección de obras de la Diputación Foral de Vizcaya en el caso de los cargaderos de mineral radicados en Triano. Fue capitán conservador de la ría de Bilbao, realizando un estudio sobre la navegabilidad de dicho cauce fluvial solicitado por la Junta de Comercio de Bilbao.

### Profesional libre de la ingeniería hasta el final de la Guerra Carlista
A pesar de ser nombrado jefe de Obras Públicas de Palencia en 1871, prefirió quedarse en Bilbao tomando parte en proyectos como profesional libre al servicio de varias empresas: ferrocarriles de la Orconera y de Bilbao a Portugalete y plan del Ensanche de Bilbao, junto con Hoffmeyer y Achúcarro. Durante la última guerra carlista fue uno de los defensores de Bilbao durante el sitio de 1874, alistado en los auxiliares y condecorado con la medalla del Sitio, que llevó siempre con orgullo.

### Alcalde de Bilbao
Fue nombrado alcalde de Bilbao por real orden de 31 de marzo de 1877, tomando posesión el 1 de abril con un discurso donde exponía el papel de la corporación y las líneas de actuación a seguir. Definía el ayuntamiento que iba a dirigir como reformador en un doble sentido: por el carácter propiamente administrativo que debía asumir, huyendo del carácter político al que había estado sometida la gestión municipal años atrás; y por la construcción de un nuevo Bilbao, que ya no solo era la villa, sino que a ella se habían sumado unos territorios anexionados y unos pueblos cuya extensión alcanzaba hasta el Abra, que funcionaban con dependencia de Bilbao y que llevaban a convertir a la capital vizcaína en la capital del norte de España. Uno de los hitos de su mandato fue la creación de la Escuela de Artes y Oficios de Bilbao, inaugurada en 1879. 

### Fuerista "transigente"
Los momentos en que Pablo Alzola ocupó la alcaldía bilbaína fueron críticos, no solo por la guerra que acababa de terminar, sino por la alteración introducida en las instituciones vascongadas debida a la ley abolitoria de los fueros de 21 de julio de 1876. A lo largo de 1877 se sucedieron los decretos y las disposiciones para equiparar la administración de las provincias vascas a la del resto de España. Desde entonces Pablo Alzola formó parte de la corriente denominada “transigente” que se avino a colaborar con el poder central sin protestar por los atentados sufridos por el sistema foral. Como apoderado de la villa de Bilbao en las Juntas Generales, acudió a la extraordinaria que dio comienzo el 18 de abril de 1877, donde manifestó el profundo disgusto de la villa de Bilbao por el “anormal insólito sin justificación ni precedente” que dejó en suspenso el régimen foral; lo hizo en armonía con el Señorío y las provincias hermanas en la política foral. Bilbao no debía mostrarse ni hostil ni contrario ni intransigente con los intereses de la nación ni con el gobierno, oponiéndose Alzola a una nueva actitud intransigente y peligrosa, inspirándose en el espíritu que predomina en la villa, en sus tradiciones, en la situación especial que ocupa, en los intereses comerciales que representa y en las desventajas que pudieran acarrearle. Pablo Alzola abandonó el consistorio bilbaíno el 1 de julio de 1879.

### Presidente del Comité Liberal de Bilbao
Entre 1879 y 1886 volvió a su labor de ingeniero y arquitecto, elaborando los siguientes proyectos: puente de San Francisco, hoteles en el Campo de Volantín y edificios en el Ensanche de Albia en Bilbao, el ferrocarril Amorebieta-Guernica, gerencia del ferrocarril de Bilbao a Portugalete en 1884 y el proyecto del ferrocarril del Urola entre Zumárraga y Guetaria, convirtiéndose en el técnico de más prestigio del País Vasco. Durante este periodo, con ocasión de las elecciones municipales de 1881, se implicó decididamente en la formación del comité liberal que se constituyó en Bilbao para agrupar a las distintas fuerzas monárquicas, siendo elegido presidente del mismo en 1883 y participó en una de sus candidaturas a las elecciones provinciales de 1886.

### Presidente de la Diputación provincial
Elegido diputado provincial por el distrito de Bilbao en 1886, fue nombrado presidente de la Diputación para dos bienios, el de 1886-1888 y el de 1888-1890, caso único durante todo el periodo que va de 1877 a la Guerra Civil. Basó su programa de gobierno en tres grandes líneas: la renovación del concierto económico de 1887 y el fortalecimiento de las facultades económico-administrativas de la Diputación, las obras de infraestructura (carreteras, ferrocarriles y puerto exterior) y el fomento de la instrucción pública (Escuela Superior de Comercio para Bilbao y primera propuesta de creación de una Escuela de Ingenieros), tareas en las que obtuvo un rotundo éxito.

### Renovación del Concierto Económico de 1887
Pablo Alzola llegó a la Diputación cuando se ultimaban las bases de la primera renovación del concierto económico y régimen administrativo de las provincias vascas. En las conferencias celebradas en 1886 en la capital bilbaína, Pablo Alzola abogó porque se restableciese la “sabia práctica” de que se celebrasen conferencias casi anuales entre las Diputaciones para consolidar “más y más los vínculos de la familia vascongada”. Pablo Alzola elaboró el informe de la comisión especial del concierto económico-administrativo en 1886, ofreciendo las bases del concierto y su posible renovación, lo cual sirvió para las posteriores negociaciones en Madrid con el ministro de Hacienda. No sólo fue uno de los elaboradores de la idea de derechos históricos que, en cierta forma, se alude en la Constitución de 1978, sino que en sus hechos, en su práctica como gestor de intereses públicos, la llevó a la realidad en la forma que persiste hoy en día.

### Actividades culturales
Al abandonar la presidencia de la Diputación era un ingeniero renombrado, arquitecto de prestigio, experto en administración pública y gran conocedor del funcionamiento de las obras públicas, así como de los sistemas de transporte y comunicaciones. Su interés por hacerse presente en la vida cultural, social y económica vasca y española le llevó a participar en la vida política, pero su espíritu independiente le condujo a más de un fracaso. El establecimiento del sufragio universal masculino en 1890 significó la necesidad de mayores caudales para engrosar la maquinaria electoral y conseguir un puesto en el Parlamento, que en ese momento se encontraba en reñida competencia entre los dos candidatos más acaudalados, Víctor Chávarri y José Martínez de las Rivas, haciendo que circulara por el distrito de Balmaseda, en el que se presentó Alzola, un auténtico río de oro. Alzola, con cierta capacidad financiera pero desde luego lejos de los otros dos multimillonarios contendientes, no tuvo opciones reales de triunfo cuando el comité liberal presentó su candidatura en 1891. Por entonces publicó Alzola la mejor obra hasta entonces existente sobre el arte industrial en España. Entre 1892 y 1893 presidió la Sociedad Bilbaína, el centro recreativo más elitista del entorno, reflejo del éxito en la pujante vida social de la villa. Perteneció a la Academia de la Historia, a la de Ciencias Exactas y a la de Ciencias Morales y Políticas. Fue socio también de la Real Sociedad Vascongada de Amigos del País y de la Sociedad El Sitio.

### Política arancelaria proteccionista
Desde comienzos de la década de los 90, tras dejar la Diputación, uno de sus ejes centrales como publicista fue la cuestión arancelaria, que fue lo que más proyección le dio fuera de Vizcaya. Desde el “viraje proteccionista” de Cánovas, que culmina con el arancel de 1891, Alzola estuvo completamente involucrado en controlar al Gobierno sucesor del de Cánovas, el de los liberales de Sagasta, que con la negociación del acuerdo comercial con Alemania escandalizó a grandes sectores de la vida económica del país, sobre todo en el País Vasco y Cataluña. Esta reacción llevó a la celebración del famoso meeting proteccionista del 9 de diciembre de 1893, en el que tomaron la palabra los más importantes capitalistas vascos y catalanes: Chávarri, Echevarria, Goitia, Zulueta, Marqués de Casa Torre, etc. El último en participar, cerrando el acto fue Pablo Alzola. El 19 de enero de 1894 se formó la Liga Vizcaína de Productores, en cuya dirección participó Alzola. En Madrid, conspirando con Cánovas y los conservadores, consiguieron la caída del gobierno de Sagasta y la vuelta al poder del líder conservador. En 1895 fue nombrado primer vicepresidente de la Liga Nacional de Productores. Por esos años acentuó la defensa de la industria nacional: había que producir materias elaboradas en lugar de exportar materias primas.

### Alzola regeneracionista
Otro debate en el que participa activamente Pablo Alzola se produce con motivo de la pérdida de las colonias en 1898. La primera y dura reacción negativa contra el gobierno liberal de Sagasta, a raíz del fracaso bélico,  provino precisamente de las cámaras de comercio y de las asociaciones empresariales, entre las que destacaba la Liga Vizcaína de Productores que él presidía. En esta cuestión Alzola se alinea con políticos como Santiago Alba, Ramiro de Maeztu, Basilio Paraíso, Rafael Gasset y por supuesto Joaquín Costa, situándose próximo al movimiento que constituiría la Unión Nacional y que habría de propiciar el cambio de gobierno a favor de Francisco Silvela. En 1899 fue elegido diputado por el distrito oscense de Boltaña. y en el gobierno de Silverla llegó a ocupar la Dirección de Obras Públicas (1900-1901). El ministro Rafael Gasset le ofreció este cargo asegurando que la reina regente había oído con agrado su nombre, puesto que se conocían desde los tiempos en que Alzola era presidente de la Diputación vizcaína. Así que, aunque alejado de la política partidista, aceptó el cargo que ejerció durante nueve meses. Rápidamente se puso en marcha para agilizar los procesos burocráticos en los sistemas de contratación para evitar que las Cortes pudieran interferir en el funcionamiento de la administración.

### Diputado y senador
Después de intervenir en la fusión de La Vizcaya y La Iberia, que daría lugar en 1902 a Altos Hornos de Vizcaya, Alzola volvió a participar en unas elecciones para el Congreso en 1903 por los monárquicos liberales de Bilbao, pero su candidatura fracasó frente a la de José María Urquijo, apoyado por los católicos independientes y los nacionalistas. En cambio sí consiguió llegar al Senado en las elecciones del gobierno largo de Antonio Maura, tomando posesión el 3 de junio de 1907, representando a la coalición de los grupos conservadores bilbaínos, junto con Federico Echevarría y Plácido Allende, cargo en el que se mantuvo hasta la disolución de las Cámaras a petición de Canalejas el 14 de abril de 1910.

### Maurismo final
En 1910, cuando se convocaron nuevas elecciones, no se presentó a la reelección como senador. Su edad, sus problemas de salud y familiares le empujaron a dejar la política activa, aunque continuó en el círculo conservador de Bilbao, impulsando lo que pudo su facción. Participó así en la organización del maurismo en Vizcaya, pero la desestabilización de la política española derivada de la crisis del turnismo provocada por Moret y la crisis de los dinásticos de Bilbao, producida por el auge del nacionalismo y del socialismo, le aconsejaron dejar la política activa. A partir de entonces se concentró en la investigación y publicación de ensayos históricos y económicos. A su fallecimiento había sido honrado con numerosas distinciones y nombramientos.

## Obras
Entre sus publicaciones, citaremos:
- Reseña biográfica de la labor realizada por Pablo de Alzola y Minondo (Bilbao, 1911);
- África, su reparto y colonización (Bilbao: Casa de Misericordia, 1891);[8]
- El arte industrial en España (Bilbao: Casa de Misericordia, 1892);
- Monografía de los caminos y ferrocarriles de Vizcaya (Bilbao: Imprenta Provincial, 1898);
- Las Obras Públicas en España. Estudio histórico (Bilbao: Casa de Misericordia, 1899);
- El problema industrial (Bilbao, 1905).